# メダル・オブ・オナー ウォーファイター
『メダル・オブ・オナー ウォーファイター』（Medal of Honor: Warfighter）は、2012年10月にエレクトロニックアーツより発売されたゲームソフト。人気ミリタリー『メダル・オブ・オナーシリーズ』の最新作である。現代戦を舞台にして特殊部隊隊員たちの作戦を描く銃撃戦ゲーム。
日本語版では2012年11月15日に発売されている。

## 概要
前作に続いて今作も現代が舞台となる。ミッションの殆どはTier1 SMUオペレーターが書き下ろした実在の任務を元にして作られている。
テーマソングは前作と同じくリンキン・パークから提供された、「Castle of glass」が使われている。PVもこの作品に沿ったものとなっている。
オンラインによるマルチプレイヤーに対応していたが、2023年の2月22日にサーバーがシャットダウンされた。
なお、2012年11月8日の報道によると、同ゲームの制作過程において、春と夏の2日、オフの日を使って有償でコンサルタントを行い機密情報を漏洩したとして、米海軍特殊戦コマンドは現役DEVGRU隊員7名を職務規定違反で処罰したと発表した。

## 登場人物

### タスクフォース・マコ
前作に登場したAFOネプチューンを前身とするSEALsとDEVGRUで構成された部隊。数あるタスクフォースの中でも中核を担う。
プリーチャー
前作ではNPCだったが今作では主人公。アメリカのTier 1 OperatorでNavy SEALsの隊員。本名はトム。長い戦いを終えてアメリカに帰ってきたが、疎遠状態だった家庭を戻すために海軍から離れる。だが家族と会うために行ったマドリッドの駅でハーリファによる列車爆破テロに巻き込まれ、事件を追うために海軍に戻る。
階級は上等兵曹。

マザー
アメリカのTier 1 OperatorでNavy SEALsの隊員。テロに巻き込まれたプリーチャーを海軍に戻るよう説得した。
前作にも登場しているが、前作とは違い、髪と口髭を生やしている。

ブードゥー
アメリカのTier 1 OperatorでNavy SEALsの隊員。コンバットシャツの袖を千切り半袖にしているのが特徴。
前作にも登場している。今作でも、やはり顎髭の先を一つにまとめている。

スタンプ
主人公。アメリカのTier 1 OperatorでNavy SEALsの隊員。狙撃役であることが多い。元は海兵隊所属だったが引き抜かれた。
寡黙で、あまりしゃべらない。

ディンゴ
アメリカのTier 1 OpreratorでNavy SEALsの隊員。スタンプと仲が良い。一度離婚を経験している。

ティック
殆どのミッションでM240を使用する。ブードゥーたちと行動する。

マコ5、マコ7
終盤のミッションで登場する。

### OGA(Other Government Agency)
いわゆるCIAの事で、現地の要員と接触するときはOGA(＝その他の政府機関)として名乗る。
アルギルス
イエメン某所に潜入し、テロリストの新兵として訓練を受ける。登場・操作するのは、シングルプレイ・ミッション「悪の目より」のみである。

ダスティ
前作にデルタフォース側のNPCとして登場したキャラクターで、今作では右足が義足の為、ブードゥーたちを指揮したり、彼らに情報を与える立場になっている。
日本語版でのCVは前作同様町田政則が担当する。

### タスクフォース・グリズリー
タスクフォース・マコと共に作戦に参加している。
サイサナ軍曹
「上陸許可」にて、ブードゥー達タスクフォース・マコの面々と共に、海賊の潜む町へ上陸する。

ライト軍曹
サイサナ軍曹に同行する。サイサナ軍曹と装備が似ているが、分かりやすい違いとしては、背中のバッグのカラーである。ライト軍曹はタンカラー系の物である。

### タスクフォース・アトラス
現代のテロリズムやゲリラ戦に対応すべく、10～12ヶ国の特殊部隊で編成されたのが、このタスクフォース・アトラスである。
今作ではフィリピンのNAVSOGやポーランドのJW GROMが登場する。
タイガー12
NAVSOG側のNPC。狙撃の腕はイマイチで、バレラ将軍の命令でハーリファを狙撃するが、仕留め損ねる。人質たちを救出して撤収する際負傷する。

バレラ将軍
フィリピンでタスクフォースを後方から指揮した人物。誤った判断をしたことにより、とんでもないことになる。

グレコ
ブードゥーと親しいGROMの隊員。女遊びに誘うのは、いつもグレコからである。

カスカ

ディアベル

マニエク

ズク

シュツプリー
上記5名はグレコに同行するGROMの隊員である。

### その他友好勢力
CIAやタスクフォース・マコに協力する、上記以外の友好勢力。
アジャブ
ミッション「ホット・パースート」より登場。ファラーズを監視していた。

### 敵対勢力
今作では、ASG、ISI、ソマリア海賊などが登場する。
ファラーズ・イクバル・カーン
ASG側の人間。「PETN」関連の事で、プリーチャー達に追われることになる。

ハーリファ
「潮目」にてASGの兵士たちを指揮する。しかし、この時タイガー12に狙撃され失敗し、のちに自爆テロの実行を強いられる。

サアドゥッディーン(シェイク/イブラヒム)
ハーリファの上司的立ち位置の人物。ハッサンの警備主任。ハッサンを誘拐したマザー達を追いかける。

ストヴァン・ボジック
かつてダスティ達に協力していた。「PETN」を様々な国に供給していた武器商人。「エンジニア」と呼ばれている。

ハッサン(クレリック)
表向きはドバイの銀行家で、サアドゥッディーン、ハーリファ達のボス的存在。ターバンにメガネの格好を主にしているが、「ハロー&ドバイ」ではスーツを着用している。

ソマリア海賊
「上陸許可」に登場した、よく訓練され重武装で応戦してくる海賊。「ハットトリック」でも登場し、誘拐した船長を人質にとる。元ネタはマースク・アラバマ号乗っ取り事件。